# NGC 5521
NGC 5521 ist eine 13,6 mag helle Spiralgalaxie vom Hubble-Typ S? im Sternbild Bärenhüter am Nordsternhimmel. Sie ist schätzungsweise 258 Millionen Lichtjahre von der Milchstraße entfernt und hat einen Durchmesser von etwa 45.000 Lj.
Das Objekt wurde am 10. April 1828 von John Herschel entdeckt.